# Мусаев, Магомедкамиль Мусаевич
Магомедкамиль Мусаевич Мусаев (1 февраля 1987; с. Атланаул, Буйнакский район, Дагестанская АССР, РСФСР, СССР) — российский боксёр, призёр чемпионата России.

## Спортивная карьера
В 16 лет начал заниматься боксом. Завоевал несколько призовых мест на республиканских и всероссийских соревнованиях среди юниоров, потом дважды стал чемпионом Дагестана. В 2007 году приехал в Санкт-Петербург, начал тренировался в «Комплексной школе высшего спортивного мастерства» у мастера спорта Айгази Мутаева. В том же 2007 году стал чемпионом Санкт-Петербурга среди любителей. С 2010 года занимается у Андрея Токарева. В сентябре 2010 года на чемпионате России в северной столице стал бронзовым призёром. В октябре 2010 года на Кубке Европы в Харькове стал серебряным призёром. В марте 2011 года стал победителем международного турнира в Хорватии. В 2012 году дебютировал в профессиональном боксе. С 2013 по 2015 годы не занимался боксом, вернулся на ринг в 2016 году. В общей сложности провёл 4 боя, в трёх одержал победу и в одной поражение.

## Статистика профессиональных боёв
В таблице перечислены результаты всех поединков боксёров.
В каждой строке указан результат поединка. Дополнительно номер поединка обозначен цветом, который обозначает итог поединка. Расшифровка обозначений и цветов представлена в нижеследующей таблице.
| Пример | Расшифровка                     |
| ------ | ------------------------------- |
|        | Победа                          |
|        | Ничья                           |
|        | Поражение                       |
|        | Планируемый поединок            |
|        | Поединок признан несостоявшимся |
| КО     | Нокаут                          |
| ТКО    | Технический нокаут              |
| PTS    | Решение судей (по очкам)        |
| UD     | Единогласное решение судей      |
| MD     | Решение большинства судей       |
| SD     | Раздельное решение судей        |
| RTD    | Отказ от продолжения боя        |
| DQ     | Дисквалификация                 |
| NC     | Поединок признан несостоявшимся |

| Бой | Рекорд | Дата боя        | Соперник                   | Место проведения боя      | Раундов, время | Дополнительно                             |
| --- | ------ | --------------- | -------------------------- | ------------------------- | -------------- | ----------------------------------------- |
| 4   | 3-1    | 11 июля 2016    | Бахрам Муртазалиев (5-0-0) | ДИВС Екатеринбург, Россия | ТКО            | Первое поражение в профессиональном боксе |
| 3   | 3-0    | 1 апреля 2016   | Александр Руднев (1-5-1)   | Берёзовский, Россия       | SD             |                                           |
| 2   | 2-0    | 11 ноября 2012  | Йозеф Балаш (3-15-2)       | Штурово, Словакия         | UD             |                                           |
| 1   | 1-0    | 19 августа 2012 | Янош Лакатос (0-9-0)       | Штурово, Словакия         | ТКО            | Дебют в профессиональном боксе            |

## Достижения
- Чемпионат России по боксу 2010 — ;
- Кубок Европы по боксу 2010 — ;

## Уголовное наказание
21 сентября 2013 года на Думской улице в Санкт-Петербурге массовая драка с перестрелкой из травматических пистолетов. 9 октября 2013 года Мусаева задержали, ему вменяли статью 213 Уголовного кодекса Российской Федерации (хулиганство). Свидетель на суде показал, что он бил машину ногами. После решения Куйбышевского суда о заключении под стражу на время следствия его перевели в СИЗО № 4, где он провёл 4,5 месяца. Вышел по амнистии.

## Личная жизнь
Окончил Дагестанскую государственную сельскохозяйственную академию им. М. М. Джамбулатова, получил специальность инженер-механик. Жена — Джаврият, также уроженка Буйнакского района, — по приезде в Санкт-Петербург работала в супермаркете «Семья», сам же работал мастером в компании «Ленавтогаз».